# 風の行方
『風の行方』（かぜのゆくえ）は、毎日新聞にて連載された佐藤愛子の小説、またそれを原作としたテレビドラマである。単行本は1997年8月に毎日新聞社、文庫本は1999年に集英社が刊行。

## テレビドラマ
1999年9月27日～12月24日に東海テレビの昼ドラマ枠にて放送された。全64話。

### キャスト
- 大庭美保→中根美保：坂口良子
- 大庭謙一：片岡弘貴
- 大庭丈太郎：高松英郎
- 大庭信子：鳳八千代
- 楠田爽介：中原丈雄
- 池田千加→大庭千加：山辺有紀
- 大庭吉見：鈴木藤丸
- 楠田歌子：根岸季衣
- 西村香：筒井真理子
- 新川春江：長谷川待子
- 福田公子
- 小松原良平：左右田一平
- 荒巻トシ：小林トシ江
- 半海一晃
- 安藤一夫
- 川端浩介：村田真
- 坂崎スミ子：前沢保美
- 根岸大介
- 志賀圭二郎
- 安藤伍郎：平光琢也
- 大西多摩恵
- 中村万里
- 川島美津子
- 長坂しほり
- 笠原紳司
- 和田京子
- 諏訪光代
- 杉原あつ子
- 染谷勝則
- 伊方勝
- 村上幹夫
- 岩井弘
- 猪又武春
- 浅倉いづみ
- 佐野崇
- 柿沼ゆう子
- 青木亜美
- 井川鉄也
- 藤崎卓也
- 森厚太
- 山口玲子
- 谷川裕江
- こぐれ修
- 中村亜希子
- 和泉ちぬ
- 桐山ゆみ
- 小林愛
- 小野了
- 下出丞一
- 保坂慶司
- 岩橋道子
- 内海修宏
- 和希暁美
- 寺林伸悟
- 西ノ園達大
- 石川裕子
- 河合優希
- 町田真一
- 中原美菜子
- 前澤勇貴
- 佐々木葵
- 井上穂奈美
- 松蔭晴香
- 田山辰三
- 北川潤
- 市川尚
- 岩城菜月
- 荒垣友理

- 芸優
- 東京優勝
- 東京児童劇団

### スタッフ
- 企画：出原弘之
- 演出：奥村正彦、島崎敏樹、金子与志一
- 演出補：木村豊
- 制作主任：中邑元昭
- デスク：昇一美
- プロデューサー：平野一夫、小池唯一、風岡大
- プロデューサー補：佐藤禎剛
- 脚本：鹿水晶子、梶本恵美
- 音楽：岩本正樹
- 選曲・効果：田中稔
- 音楽コーディネーター：細井虎雄
- デザイン：金子幸雄
- 撮影技術：五木田智
- 技術：山岸桂一
- 照明：高瀬隆治
- 音声：福部博国
- VE：渡部営
- 編集：大塚民生
- MA：古跡奈歩
- 美術デザイン：金子幸雄
- 美術進行：常盤俊春
- 装飾：岸田洋治
- 小道具：熊谷昇悟、長尾楽
- 持道具：西村美津子
- 技術協力：バスク、国際放映・TMC-1
- 制作：東海テレビ、泉放送制作

### 主題歌
- 『MY LOVE』
  - 作詞：池森秀一 / 作曲：山根公路、宇津本直紀 / 編曲・歌：DEEN
  - レーベル：BERG レーベル / 品番：BVDR-11025